# آنا براونيل جيمسون
آنا براونيل جيمسون (بالانجليزية: Anna Brownell Jameson) (17 مايو عام 1794 - 17 مارس عام 1860)، باحثة في تاريخ الفن امتدت أعمالها إلى الفن والنقد الأدبي والفلسفة وكتابة السفر والنسوية. أصبحت معروفة جدًا بكتاباتها واسعة النطاق. ارتبط اسمها ببعض أبرز الأسماء في تلك الفترة بما في ذلك جوانا بيلي وفرانسيس آن كيمبل وإليزابيث باريت براونينغ وروبرت براونينغ وهارييت مارتينو وأوتيلي فون غوته (زوجة ابن يوهان غوته) وآن إيزابلا ملبانك وهارييت هوسمر وآدا لوفلايس وتشارلز لوك إيستليك وباربارا بوديكون.

## سيرتها الذاتية
ولدت آنا ميرفي في دبلن في 17 مايو عام 1794. كان والدها، دينيس براونيل مورفي (توفي عام 1842)، مختص في فن رسم الأشخاص باستخدام المينا المزجج، انتقل إلى إنجلترا في عام 1798 مع زوجته جوانا وأربع بنات (كانت آنا أكبرهن) واستقر في النهاية في هانويل، لندن.
في سن السادسة عشرة، اشتغلت كأستاذة خاصة لعائلة تشارلز بوليت، من سلالة نبلاء وينشستر الثالثة عشر. في عام 1821، عقدت خطوبتها للمحامي روبرت جيمسون، الذي تقلّد منصب حاكم كندا العليا لاحقًا. انفصل الزوجان ورافقت آنا مورفي مجموعة صغيرة من الطلاب إلى إيطاليا وكتبت رواية «سيرة ذاتية» تحت ستار شابة مريضة لم تذكر اسمها تموت في النهاية. أعطت هذه الكتابات لبائع كتب بشرط حصولها على غيتار في حال تحقيق أية أرباح. نشرها بائع كولبيرن في نهاية المطاف باسم يوميات إينويي (1826) وجذب الكتاب الكثير من الاهتمام لأسباب ليس أقلها أن هوية الكاتب سرعان ما تم اكتشافها، ما خلق فضيحة بين الناقدين على وجه الخصوص الذين شعروا أنهم قد تعرضوا للخداع. لكن بالنسبة لآنا، كان هذا هو الطعم الأول لاكتسابها سوء السمعة. قامت آنا ميرفي أيضًا بتعليم أبناء إدوارد ليتلتون، الذي اكتسب لقب بارون هاثرتون، من عام 1821 حتى عام 1825، عندما رضخت وتزوجت من جيمسون.
ثبت أن الزواج لم يكن سعيدًا. في عام 1829، عندما تم تعيين جيمسون قاضيًا في جزيرة دومينيكا، انتقل إلى هناك تاركًا آنا في إنجلترا (لم يرسل لها أية رسائل أبدًا خلال فترة وجوده هناك على الرغم من الوعود المتكررة)، لذا زارت أوروبا القارية مرة أخرى مع والدها. لمع اسمها في ذلك العام بعد أن تم نشر كتابها لوفز أوف ذا بويتس. تضمن الكتاب قصيدة للسيدة كورنويل بارون ويلسون كتكريمًا لها.
يمثل كتابها خصائص المرأة: الأخلاقية والشعرية والتاريخية (1832) أول عمل أظهر قوتها في الفكر الأصلي. استخدمت تحليلاتها لبطلات ويليام شكسبير لتقديم سرد دقيق لفضيلة الإناث. لاقى هذا الكتاب، الذي أصبح يُعرف لاحقًا باسم بطلات شكسبير، نجاحًا باهرًا. لاحظت هارييت مارتينو أن «السيدة جيمسون قد اكتسبت سمعتها على مستوى العالم بعد نشر هذا الكتاب». أعيد إصدار الكتاب 28 مرة خلال القرن التاسع عشر وحده. مثلما تقول آن راسل، «تمت قراءة كتاب بطلات شكسبير على نطاق واسع بحيث أن تم ذكره لدى جميع كتاب القرن التاسع عشر اللاحقين تقريبًا خلال تحدثهم عن شخصيات شكسبير النسائية».
أثار الأدب والفن الألماني اهتمامًا كبيرًا في المملكة المتحدة لبريطانيا العظمى وأيرلندا، وقامت جيمسون بزيارتها الأولى إلى الاتحاد الألماني في عام 1833. اعتُبرت تكتلات الخطوط المتشددة والألوان الباردة والموضوعات الفلسفية التي زينت ميونيخ تحت رعاية الملك لودفيغ الأول ملك بافاريا جديدة على العالم، وقد منحهم حماس جيمسون طابعًا إنجليزيًا لأول مرة. في عام 1834، نشرت كتاب زيارات ورسومات من الداخل والخارج عن رحلاتها الألمانية، والذي تضمن العديد من التحليلات للفن والأدب. انتشر هذا الكتاب بكثرة أيضًا، ما يعني أن جيمسون لعبت دورًا هامًا في استيراد الفكر والثقافة الألمانية إلى بريطانيا الفيكتورية.
في عام 1836، تم استدعاء جيمسون إلى كندا من قِبَل زوجها، الذي تم تعيينه في محكمة ديوان مقاطعة كندا العليا. عاشت جيمسون وزوجها بالفعل منفصلين لأكثر من أربع سنوات، اكتسبت من خلالها آنا حياةً جيدة لنفسها ككاتبة. لم تخف من التحدث بصراحة عن عدم سعادتها مع زوجها. لدى وصولها، لم يتمكن زوجها من مقابلتها في نيويورك وتركها لتشق طريقها بمفردها في الشتاء إلى تورنتو. هنا بدأت رحلتها، مع كتابها دراسات الشتاء ونزهات الصيف في كندا، والذي نُشر في بريطانيا عام 1838. كتبت في هذا الكتاب عن نفورها الأولي من تورنتو واصفةً إياها بأنها «قبيحة» و «تفتقر للكفاءة». بعد ثمانية أشهر من السفر والكتابة في كندا، شعرت أنه من غير المجدي الاستمرار بحياة بعيدة عن جميع روابط السعادة الأسرية والفرص للمرأة من دراستها وتعليمها. قبل مغادرتها، قامت برحلة إلى أعماق المستوطنات الهندية في كندا؛ استكشفت بحيرة هرون ورأت الكثير من حياة المهاجرين والسكان الأصليين المجهولة بالنسبة للمسافرين المستعمرين. عادت بعدها إلى بريطانيا العظمى في عام 1838.
في هذه الفترة، بدأت جيمسون بتدوين ملاحظات دقيقة عن المجموعات الفنية الخاصة الرئيسية في لندن والمدن القريبة منها. ظهرت النتيجة في كتابها رفيق إلى المعارض الخاصة (1842)، تلاها في نفس العام كتيب المعارض العامة. نشرت مذكرات الرسامين الإيطاليين الأوائل في عام 1845، والتي تم نشرها سابقًا في صحيفة بيني. في نفس العام، زارت صديقتها أوتيلي فون غوته. تعود صداقتها مع أنابيلا بايرون، البارونة 11 لوينتورث، لنفس الوقت تقريبًا والتي استمرت لمدة سبع سنوات حتى خلافهما. يبدو أن هذا يرجع إلى أن ابنة البايرون، آدا لوفليس، قد أسرّت لجيمسون عن تورطها في لعبة القمار وأخفت جيمسون السر عن والدتها، الأمر الذي تم كشفه بعد وفاة لوفلايس.
يحتوي مجلد مقالات نُشر في عام 1846 بعنوان مذكرات ومقالات توضيحية للفن والأدب والأخلاق الاجتماعية، على مقال جيمسون الهام منزل تيتيان. ناقشت في هذا المقال كيف يمكننا التعامل مع الفن والوصول إليه من العصور الماضية. وكتبت: «القيمة والخلود الحقيقيين للإنتاج الجميل للفن القديم يكمن في تجسيدهم الحقيقي لروح عصر معين. ونحن لم نتفوق على هذه الروح بقدر ما فهمناها في مجال أكبر من التجارب والوجود. نحن لا نتنصل منها؛... لكننا نحملها معنا في أفق أوسع وأعظم. فهي لم تعد كتلة واحدة بل جزءًا فقط، مثلما هو الحال الآن بالنسبة لنا جميعنا إذ سنكون فيما بعد مجرد أجزاء؛ لذلك فإن الروح البشرية تنتشر في دائرة ما تزال آخذة في الاتساع وهي تحتضن المجهول الذي لم يتم الكشف عنه بعد وبعيد المنال».
في عام 1842، بدأت جيمسون العمل على ما أصبح لاحقًا أنجح أعمالها على الإطلاق: سلسلة مكونة من ستة مجلدات الفن المقدس والأسطوري. تم نشر الأجزاء الأولى في صحيفة ذا أثينيوم من عام 1845 حتى عام 1846. وُضعت المجموعة الكاملة من الكتب في المجلدين الأول والثاني تحت عنوان شعر الفن المقدس والأسطوري، الذي غطى في قسمه الأول الصور الفنية للملائكة والمبشرين والرسل وأطباء الكنيسة ومريم المجدلية، والقديسين والشهداء في الثاني. صدر المجلد الثالث المعنون أساطير الرتب الرهبانية، والذي يتعامل مع الصور الفنية لتلك الرتب في عام 1850، ثم في عام 1852 نشرت المجلد الرابع المعنون أساطير مادونا. لم تتمكن من إنهاء المجلدين الأخيرين قبل وفاتها، لذا تم استكمالهما في عام 1864 تحت عنوان تاريخ إلهنا في الفن، للسيدة إيستليك.
انتشرت السلسلة على نطاق واسع. أعيد إصدار المجلدين الأولين 28 مرة في القرن التاسع عشر، والمجلد الثالث 21 مرة، والمجلد الرابع 18 مرة. عندما توفيت جيمسون في عام 1860، كتبت صحيفة نيويورك تايمز عنها بأنها «قد فعلت على الأرجح أكثر من أي كاتب آخر لتعريف العقل العام بمبادئ الفن؛ وكان تصورها للروح الداخلية لعمل عظيم شاملًا لدرجة أن مجرد بيانه كان بلاغة». وفقًا لوليام كينغ في موسوعة عن إنجازات المرأة منذ عام 1902، قال: «بصفتها كاتبة في مسائل الفن والذوق، ربما تجاوزت السيدة جيمسون جميع الكاتبات الأخريات في أدب الفن، وقد اعترف الكثيرون بأنها بمستوى الكاتبة روسكين».
أبدت جيمسون اهتمامًا كبيرًا بتعليم المرأة وحقوقها وتوظيفها. كان مقالها المبكر الموقف الاجتماعي النسبي للأمهات والمعلمات مستلهمًا من شخص يعرف كلا الجانبين؛ وقد أثبتت بذات الوضوح زيف الموقف الذي تصفه مع ما تتوقعه من إصلاحات ممكنة في نهاية المطاف. إن العالم مدين لها بأول إعلان شعبي لمبدأ تعاون الذكور والإناث في أعمال الرحمة والتعليم. في سنواتها الأخيرة، تناولت سلسلة من الموضوعات التي تؤثر جميعها على نفس مبادئ الإحسان النشط والطرق الأفضل لتطبيقه. اهتمت بأخوات الأعمال الخيرية والمستشفيات والسجون والإصلاحيات ودور العمل - وكلها مدرجة بشكل أو بآخر ضمن تعريفات «مشاركة الحب وتواصل العمل» التي ترتبط ارتباطًا وثيقًا بذكراها. يمكن الحصول على الأشكال الواضحة والمعتدلة التي جلبت فيها نتائج قناعاتها أمام أصدقائها على شكل محاضرات خاصة (نُشرت باسم راهبات الأعمال الخيرية عام 1855، وأيضًا مناولة العمل عام 1856)، والتي استلهم منها لاحقًا الإصلاحيون والمحسنون بمبادئ المشورة والشجاعة.